# كينجي ناغاساكي
كينجي ناغاساكي (長崎健司 ناغاساكي كينجي) هو مخرج أنمي ياباني ولد في 12 فبراير 1979 في محافظة أوساكا.

## أعماله في مجال الإخراج

### مسلسلات أنمي تلفزيونية
- NO.6
- جاندام بيلد فايترز
- كلاسروم كرايسس
- أكاديميتي للأبطال (المواسم 1-3؛ الإخراج الرئيسي في الموسم 4)

### أفلام أنمي
- أكاديميتي للأبطال: البطلين
- أكاديميتي للأبطال: هيروز ريسينغ
- أكاديميتي للأبطال: ورلد هيروز ميشن

## أعماله خارج مجال الإخراج
- جانسلينجر جيرل (إخراج شارة البداية)
- أويدو روكيت (رسم لوحة القصة, إخراج الحلقات)
- البدلة المتنقلة جاندام 00 (رسم لوحة القصة, إخراج الحلقات)
- حضانة هانامارو (رسم لوحة القصة, إخراج الحلقات)
- فيلم البدلة المتنقلة جاندام 00: أ ويكينينج أوف ذا تريلبليزر (رسم لوحة القصة)
- ستار درايفر (رسم لوحة القصة)
- غوسيك (رسم لوحة القصة)
- أن-غو (رسم لوحة القصة)
- غيلتي كراون (رسم لوحة القصة)
- البدلة المتنقلة جاندام إيج (رسم لوحة القصة, إخراج الحلقات)
- إيوريكا سفن AO (رسم لوحة القصة)
- روبوتكس;نوتس (رسم لوحة القصة)
- عاصفة زيتسوين (رسم لوحة القصة, إخراج الحلقات)
- أيكاتسو! (رسم لوحة القصة)
- كابتن إيرث (رسم لوحة القصة)
- جاندام بيلد فايترز تراي (رسم لوحة القصة)
- جبهة حاجز الدم (رسم لوحة القصة)

## وصلات خارجية
- كينجي ناغاساكي على موقع IMDb (الإنجليزية)
- كينجي ناغاساكي على موقع قاعدة بيانات الفيلم (الإنجليزية)

- صفحة IMDb